# Honda鈴鹿硬式野球部
Honda鈴鹿硬式野球部（ホンダすずかこうしきやきゅうぶ）は、三重県鈴鹿市に本拠地を置き、日本野球連盟に加盟する社会人野球の企業チームである。
運営母体は、本田技研工業。激戦区である東海地区連盟において中堅どころのチームとして数多くの全国大会出場歴を誇り、1994年の都市対抗野球では優勝を果たしている。

## 概要
1971年、本田技研工業の鈴鹿製作所で『本田技研鈴鹿硬式野球部』として創部。活動2年目の1972年に都市対抗野球に初出場、1974年には日本選手権に初出場を果たした。
1994年の都市対抗野球では、史上初の東海勢同士の対決となった決勝戦で西濃運輸に競り勝ち初優勝を果たした。
2001年、チーム名を『ホンダ鈴鹿硬式野球部』に改称した。
2007年、チーム名を『Honda鈴鹿硬式野球部』に改称した。
2009年を最後に二大大会への出場が途絶えるなど低迷状態にあったが、2014年に東海地区第4代表の座を獲得し5年ぶりに都市対抗野球への出場を果たした。

## 設立・沿革
- 1971年 - 『本田技研鈴鹿』として創部
- 1972年 - 都市対抗野球に初出場
- 1974年 - 日本選手権に初出場
- 1994年 - 都市対抗野球で初優勝
- 2001年 - チーム名を『ホンダ鈴鹿』に改称
- 2007年 - チーム名を『Honda鈴鹿』に改称

## チャンステーマ
ホンダ3チームの共通チャンステーマである「全開HONDA」は鈴鹿チームの応援団が編み出したといわれる。また、鈴鹿チームは「全開HONDA」のほか、以下のオリジナルのチャンステーマ3曲を持っている。いずれも作詞：宮本進一、作曲：長谷川道治。
ノンストップHONDA
この曲は、前年度の優勝により推薦出場となった1995年第66回都市対抗野球本大会に合わせて作られた。歌詞は、勢いのついた打線をカーレースに参戦するクルマになぞらえたもので、鈴鹿サーキットの地元、そして自動車メーカーであるホンダ鈴鹿ならではの曲である。曲間の間奏でバンドやスタンドの応援スタッフが左回りに一周する、珍しい楽曲でもある。
スーパースター
この曲は本田技研鈴鹿として5年ぶりに出場した2000年第71回都市対抗野球本大会に合わせて作られた。歌詞は、勢いのついた打線を後押しするものとなっており、得点圏(中でも三塁)にランナーが進むと演奏される。
歌詞に「ドームで一番輝け」とあるように、2大大会（都市対抗野球、日本選手権）を意識した曲ではあるが、ドームへの出場の願いを込めて現在では地方大会でも定番曲として演奏される。
熱闘鈴鹿
この曲はホンダ鈴鹿が2005年第76回都市対抗野球本大会に出場した際に初めて演奏された。作成にあたってのコンセプトは「男っぽさ」。
歌詞にはあえてカタカナを使用せず、曲後半の選手名の部分も「熱く叫べ」との指示がある。「ノンストップHonda」や「スーパースター」とからめて使用される。

## 主要大会の出場歴・最高成績
- 都市対抗野球大会 - 出場26回、優勝1回（1994年）
- 社会人野球日本選手権大会 - 出場13回、4強1回（1998年）
- JABA北海道大会 - 優勝1回（1984年）
- JABA静岡大会 - 優勝1回（1996年）
- JABA京都大会 - 優勝1回（2008年）
- JABAベーブルース杯争奪大会 - 優勝3回（1977、1981、2025年）
- JABA高砂市長杯争奪大会 - 優勝1回（1985年）
- JABA富山市長旗争奪富山大会 - 優勝1回（2014年）
- JABA長野県知事旗争奪野球大会 - 優勝2回（1991、2016年）
- JABA高山市長旗・飛騨市長杯争奪高山大会 - 優勝2回（2001、2002年）
- JABA伊勢・松阪大会 - 優勝2回（1981、2009年）

## 主な出身プロ野球選手
- 島津佳一（外野手） - 1973年ドラフト2位で日拓ホームフライヤーズに入団
- 山本功児（内野手） - 1975年ドラフト5位で読売ジャイアンツに入団
- 金本誠吉（投手） - 1977年ドラフト6位で阪急ブレーブスに入団
- 羅本新二（内野手） - 1978年ドラフト外でヤクルトスワローズに入団
- 近田豊年（投手） - 1987年ドラフト外で南海ホークスに入団
- 猪久保吾一（捕手） - 1988年ドラフト外でロッテオリオンズに入団（退団後）
- 葉室太郎（捕手） - 1988年ドラフト外でオリックス・ブレーブスに入団
- 湯舟敏郎（投手） - 1990年ドラフト1位で阪神タイガースに入団
- 高宮和也（投手） - 2005年大学生・社会人ドラフト希望入団枠で横浜ベイスターズに入団
- 宮崎充登（投手） - 2006年大学生・社会人ドラフト希望入団枠で広島東洋カープに入団
- 中東直己（外野手） - 2006年大学生・社会人ドラフト5位で広島東洋カープに入団
- 濱矢廣大（投手） - 2013年ドラフト3位で東北楽天ゴールデンイーグルスに入団
- 守屋功輝（投手） - 2014年ドラフト4位で阪神タイガースに入団
- 土肥寛昌（投手） - 2014年ドラフト6位で東京ヤクルトスワローズに入団
- 平井克典（投手） - 2016年ドラフト5位で埼玉西武ライオンズに入団
- 飯田大祐（捕手） - 2016年ドラフト7位でオリックス・バファローズに入団
- 山足達也（内野手） - 2017年ドラフト8位でオリックス・バファローズに入団
- 柘植世那（捕手） - 2019年ドラフト5位で埼玉西武ライオンズに入団
- 瀧中瞭太（投手） - 2019年ドラフト6位で東北楽天ゴールデンイーグルスに入団
- 松本竜也（投手）- 2021年ドラフト5位で広島東洋カープに入団
- 森田駿哉（投手） - 2023年ドラフト2位で読売ジャイアンツに入団

## 元プロ野球選手の競技者登録
- 吉本亮（元：阪神タイガース、近鉄バファローズ、広島東洋カープ） - コーチ兼任捕手（2004年）→コーチ（2005年）→コーチ兼任捕手（2006年）→コーチ（2007年 - 2009年）→監督（2009年 - 2011年）→退団
- 井戸伸年（元：オリックス・バファローズ） - コーチ（ - 2018年）→退団
- 古本武尊（元：中日ドラゴンズ） - 外野手（2018年 - 2019年）→退団
- 今久留主成幸（元：横浜ベイスターズ、西武ライオンズ） - コーチ（ - 2021年） → 退団[4]
- 岡本克道（元：福岡ソフトバンクホークス） - コーチ（2019年 - 2021年） → 退団[4]
- 佐藤智輝（元：東北楽天ゴールデンイーグルス） - 投手（2024年 - ）

## かつて所属していた関係者
- 森田泰弘（元東邦高校野球部監督）